# Raelene Boyle
Raelene Ann Boyle (ur. 24 czerwca 1951 w Coburg, przedmieściu Melbourne) – australijska lekkoatletka, sprinterka.

## Starty naigrzyskach olimpijskich

### Meksyk 1968
- bieg na 100 metrów - 4. miejsce (z tym samym czasem - 11,1 s co srebrna i brązowa medalistka)
- bieg na 200 metrów - srebrny medal
- sztafeta 4 × 100 metrów - 5. miejsce (z tym samym czasem - 43,4, co trzecia na mecie sztafeta radziecka)

### Monachium 1972
- bieg na 100 metrów - srebrny medal
- bieg na 200 metrów - srebrny medal
- sztafeta 4 × 100 metrów - 6. miejsce
- sztafeta 4 × 400 metrów - 6. miejsce

### Montreal 1976
- bieg na 100 metrów - 4. miejsce
- bieg na 200 metrów - Boyle została zdyskwalifikowana za 2 falstarty, jak pokazały telewizyjne powtórki, pierwszy falstart został wywołany niesłusznie
- sztafeta 4 × 100 metrów - 5. miejsce

### Moskwa 1980
- Boyle była w składzie Australii na tę imprezę, jednak ostatecznie nie wystąpiła w Moskwie, przyłączając się do bojkotu igrzysk zainicjowanego przez Stany Zjednoczone.

## Medale zdobyte podczasigrzysk Wspólnoty Narodów

### Edynburg 1970
- bieg na 100 metrów - złoty medal
- bieg na 200 metrów - złoty medal
- sztafeta 4 × 100 metrów - złoty medal

### Christchurch 1974
- bieg na 100 metrów - złoty medal
- bieg na 200 metrów - złoty medal
- sztafeta 4 × 100 metrów - złoty medal

### Edmonton 1978
- bieg na 100 metrów - srebrny medal

kontuzja uniemożliwiła jej zdobycie medali na 200 metrów oraz w sztafecie.

### Brisbane 1982
- bieg na 400 mmetrów - złoty medal
- sztafeta 4 × 400 metrów - srebrny medal

## Medale mistrzostw Australii
- bieg na 100 metrów - 6 złotych medali (1969/1970, 1970/1971, 1971/1972, 1972/1973, 1975/1976 i 1976/1977)
- bieg na 200 metrów - 6 złotych medali (1969/1970, 1970/1971, 1971/1972, 1972/1973, 1975/1976 i 1976/1977); srebrny medal (1979/1980)
- bieg na 400 metrów - 2 złote medale (1979/1980 i 1981/1982)[2]

## Rekordy życiowe
Raelene Boyle miała następujące rekordy życiowe:
- bieg na 100 metrów – 11,1 s (15 października 1968, Meksyk, pomiar ręczny)
- bieg na 100 metrów – 11,20 s (15 października 1968, Meksyk, pomiar automatyczny)
- bieg na 200 metrów – 22,45 s (7 września 1972, Monachium, pomiar automatyczny)
- bieg na 400 metrów – 51,08 s (4 września 1982, Brisbane, pomiar automatyczny)